# Браун, Артур (футболист, 1858)
А́ртур А́лфред Бра́ун (англ. Arthur Alfred Brown; 3 декабря 1858 — 1 июля 1909) — английский футболист, нападающий. Выступал за английские футбольные клубы из Бирмингема (в частности, за «Астон Виллу»), а также за национальную сборную Англии. 

## Футбольная карьера
Уроженец Ковентри (графство Уорикшир), Браун начал футбольную карьеру в молодёжных командах из Бирмингема — «Астон Кросс», «Астон Юнити», «Астон Комрейдс». В 1878 году стал игроком клуба «Астон Вилла». Вскоре покинул «Виллу», став игроком клуба «Митчелл Сент-Джорджес». Затем играл за «Берчфилд Тринити» и «Бирмингем Экселсиор», пока, наконец, не вернулся в «Астон Виллу» в 1880 году. 4 декабря 1880 года официально дебютировал за «Виллу» в матче Кубка Англии против «Ноттингем Форест».
Чаще всего играл на позиции правого инсайда (англ. inside right), но мог сыграть на любом фланге атаки. Описывался как «крепкий, хотя и небольшой [комплекции], он мог проходить соперников с удивительной лёгкостью и грацией». В «Астон Вилле» сформировал мощную атакующую связку с Арчи Хантером.
18 февраля 1882 года дебютировал за национальную сборную Англии в матче против сборной Ирландии. Англичане победили в той игре со счётом 13:0, одержав самую крупную победу в своей истории, а Артур Браун забил в этой игре четыре гола. В марте 1882 года Браун провёл за сборную Англии ещё две игры (против Уэльса и Шотландии). Его «карьера в сборной» продлилась 23 дня, за которые он провёл 3 игры и забил 4 гола.
Браун играл в футбол во времена, когда ещё не существовало регулярного чемпионата, поэтому его выступления ограничились товарищескими матчами и играми в Кубке Англии. Он официально провёл за «Астон Виллу» 22 матча в Кубке Англии, забив в них 15 голов. Последний матч за «Виллу» провёл 14 ноября 1885 года, на тот момент ему было 26 лет. В 1886 году завершил карьеру футболиста из-за проблем со здоровьем.

## Бейсбол
В 1890 году играл за бейсбольную команду «Астон Вилла» в Национальной бейсбольной лиге Великобритании.